# Nekrúlgovo
Nekrúlgovo (en rus: Некруглово) és un poble del krai de Primórie, a l'Extrem Orient de Rússia, que en el cens del 2010 tenia 419 habitants.